# Coupe arabe des vainqueurs de coupe de football
La Coupe arabe des vainqueurs de coupe est une ancienne compétition de football organisée par l'Union des associations arabes de football (UAFA) entre  1989 et 2001, elle oppose notamment les vainqueurs de coupes nationales de chaque pays arabe. Elle a été fusionnée en 2001 avec la nouvelle version de la Coupe UAFA.
La Coupe arabe des vainqueurs de coupe est une compétition non reconnue par la FIFA, mais approuvée seulement par les fédérations de football des pays appartenant à la Ligue arabe et qui sont tous membres de l'UAFA.

## Palmarès
| Année     | Vainqueur                    | Finaliste           | Score         | Lieu            |
| --------- | ---------------------------- | ------------------- | ------------- | --------------- |
| 1er -1989 | Stade tunisien               | Koweït SC           | 0-0 (6-5 tab) | Arabie saoudite |
| 2e- 1991  | Club Olympique de Casablanca | AC Arab Contractors | 1-0           | Dubaï           |
| 3e -1992  | Club Olympique de Casablanca | Sadd SC             | 2-0 (ap)      | Djeddah         |
| 4e- 1993  | Club Olympique de Casablanca | Al-Qadisiya Club    | 1-0           | Doha            |
| 5e- 1994  | Al-Ahly SC                   | Al-Shabab Club      | 1-0           | Le Caire        |
| 6e-1995   | Club africain                | Étoile Sahel        | 1-0 (ap)      | Sousse          |
| 7e-1996   | OC Khouribga                 | Al-Faisaly Club     | 3-1           | Amman           |
| 8e-1997   | MC Oran                      | Al-Shabab Club      | 2-0           | Ismailia        |
| 9e- 1998  | MC Oran                      | Al-Jaish Club       | 2-1           | Beyrouth        |
| 10e-1999  | Al-Gharafa SC                | Al-Jaish Club       | 2-0           | Koweït          |
| 11e-2000  | Al-Hilal FC                  | Al-Nassr FC         | 2-1 (ap)      | Riyad           |
| 12e-2001  | Stade tunisien               | Al Hilal Omdurman   | 3-1           | Tunis           |

## Bilan par clubs
| club                         | Victoires | Finales perdues |
| ---------------------------- | --------- | --------------- |
| Club Olympique de Casablanca | 3         | 0               |
| MC Oran                      | 2         | 0               |
| Stade tunisien               | 2         | 0               |
| Al-Hilal FC                  | 1         | 0               |
| Al-Gharafa SC                | 1         | 0               |
| Olympique de Khouribga       | 1         | 0               |
| Club Africain                | 1         | 0               |
| Al-Ahly Le Caire             | 1         | 0               |
| Al-Jaish Club                | 0         | 2               |
| Al-Shabab Club               | 0         | 2               |
| Al Hilal Omdurman            | 0         | 1               |
| Al-Nassr FC                  | 0         | 1               |
| Al-Faisaly Club              | 0         | 1               |
| Étoile Sahel                 | 0         | 1               |
| Al-Qadisiya Club             | 0         | 1               |
| AC Arab Contractors          | 0         | 1               |
| Sadd SC                      | 0         | 1               |
| Koweït SC                    | 0         | 1               |

## Bilan par pays
| Pays            | Victoires | Finales perdues |
| --------------- | --------- | --------------- |
| Maroc           | 4         | 0               |
| Tunisie         | 3         | 1               |
| Algérie         | 2         | 0               |
| Arabie saoudite | 1         | 4               |
| Égypte          | 1         | 1               |
| Qatar           | 1         | 1               |
| Syrie           | 0         | 2               |
| Soudan          | 0         | 1               |
| Jordanie        | 0         | 1               |
| Koweït          | 0         | 1               |